# Al Rayan Bank
Die Al Rayan Bank ist eine Geschäftsbank in Großbritannien, die Scharia-konforme Finanzdienstleistungsprodukte für britische Muslime anbietet. Muttergesellschaft ist die Al Rayan Group.
Die Bank hat Niederlassungen in London, Birmingham, Manchester und Leicester. Es ist die erste britische Bank, die nach islamischen Prinzipien arbeitet. Sowohl Muslime als auch Nichtmuslime dürfen Konten bei der Bank eröffnen.

## Geschichte
Die Al Rayan Bank wurde unter dem Namen Islamic Bank of Britain von einer Gruppe von Investoren aus dem Nahen Osten gegründet, um den wachsenden Markt für Scharia-konforme Finanzdienstleistungen bedienen zu können. Im Juli 2002 wurden zunächst Berater beauftragt, die bestätigen sollten, ob diese Art von Bank in Großbritannien benötigt wurde, und die Voraussetzungen für den Antrag bei der britischen Finanzmarktaufsichtsbehörde geschaffen.
Potenzielle Anleger, vor allem aus dem Persischen Golf, wurden angesprochen, um für das Unternehmen ein Startkapital von £ 14 Millionen bis Anfang 2003 aufzubringen. Im gleichen Zeitraum wurde der erste Geschäftsführer, Michael Hanlon rekrutiert. Später im selben Jahr wurde ein Entwurf eines Geschäftsplans vorgeschlagen und der formale Antrag bei der Financial Services Authority (FSA) eingereicht.
Im August 2004 erteilte die FSA die Zulassung, so dass die Islamic Bank of Britain im folgenden Monat ihre Pforten öffnen konnte.
In den ersten vier Jahren hatte die Bank großen Zulauf. Bis zum Ende des Jahres 2006 stieg die Zahl der Kunden auf 30.814 und hatte sich damit um 120 % gegenüber dem Vorjahr erhöht. Ab 2010 hatte die Bank bereits 50.531 Kunden und seit 2020 bedient sie über 85.100 Kunden.
2014 wurde die Islamic Bank Of Britain durch die Al Rayan Gruppe übernommen und infolgedessen in Al Rayan Bank umbenannt.